# Genappe
Genappe (em valão: Djinape, em neerlandês: Genepiën) é uma cidade e um município da Bélgica localizado no distrito de Nivelles, província de Brabante Valão, região da Valônia. Tem população de 14.136 habitantes e área total de 89.57 km², com densidade populacional de 158 habitantes por km².
As vilas que compõem o município de Genappe são:
- Genappe
- Vieux-Genappe
- Bousval
- Baisy-Thy
- Ways
- Houtain-le-val
- Loupoigne
- Glabais